# 13 a. C.
El año 13 a. C. fue un año común comenzado en viernes, sábado o domingo, o un año bisiesto comenzado en viernes o sábado (las fuentes difieren) del calendario juliano. También fue un año bisiesto comenzado en miércoles del calendario juliano proléptico. En aquella época, era conocido como el Año del consulado de Nerón y Varo (o menos frecuentemente, año 741 Ab urbe condita).

## Acontecimientos
- Tiberio Claudio Nerón y Publio Quintilio Varo son cónsules.
- En la actual Alemania, el general romano Nerón Claudio Druso construye el castro (‘fortín’) Moguntiacum (actual ciudad de Maguncia).
- Druso es nombrado gobernador de la Galia y moviliza un ejército para obligar a los germanos a regresar al otro lado del río Rin. Viaja hasta la costa del mar del Norte, donde les paga un tributo a los frisos.
- En Tracia, Vologases dirige a la tribu de los besios en una revuelta contra los romanos.

## Arte y literatura
- El Senado romano encarga el Ara Pacis Augustae (‘altar de la paz de Augusto’) para honrar el regreso triunfal del emperador Augusto desde Hispania y la Galia. El Ara Pacis se concluirá en el año 9 a. C.
- Sobre la Vía Augusta (que recorre desde los Pirineos hasta Cádiz), unos 20 km al nordeste de la actual Tarragona (España), se construye el Arco de Bará.

## Nacimientos
- Druso Julio César, hijo de Tiberio Claudio Nerón y Vipsania (f. 23 d. C.).
- Livila, hija de Nerón Claudio Druso y Antonia la Menor (f. 31 d. C.).
- entre el 13 y el 9 a. C.: Ptolomeo de Mauritania, rey de Mauritania (f. 40 d. C.).

## Fallecimientos
- Paulo Emilio Lépido, miembro del Senado romano.
- Marco Emilio Lépido, triunviro durante el Segundo Triunvirato, junto a Marco Antonio y Octavio (n. 90 a. C.).